# 대한민국 제19대 대통령 선거 대전광역시
이 문서는 대한민국 제19대 대통령 선거의 대전광역시 지역 개표 결과이다.

## 개표 결과

### 동구
|  | 40.21% |

|  | 24.25% |

|  | 23.05% |

|  | 6.54% |

|  | 5.40% |

|  | 0.11% |

|  | 0.10% |

|  | 0.08% |

|  | 0.06% |

|  | 0.05% |

|  | 0.03% |

|  | 0.03% |

|  | 0.02% |

### 중구
|  | 39.62% |

|  | 24.02% |

|  | 23.92% |

|  | 6.24% |

|  | 5.66% |

|  | 0.15% |

|  | 0.08% |

|  | 0.07% |

|  | 0.06% |

|  | 0.04% |

|  | 0.03% |

|  | 0.03% |

|  | 0.02% |

### 서구
|  | 43.56% |

|  | 23.06% |

|  | 19.43% |

|  | 6.97% |

|  | 6.55% |

|  | 0.10% |

|  | 0.07% |

|  | 0.07% |

|  | 0.05% |

|  | 0.04% |

|  | 0.02% |

|  | 0.01% |

|  | 0.01% |

### 유성구
|  | 47.51% |

|  | 21.65% |

|  | 16.30% |

|  | 7.42% |

|  | 6.77% |

|  | 0.09% |

|  | 0.05% |

|  | 0.05% |

|  | 0.04% |

|  | 0.03% |

|  | 0.02% |

|  | 0.01% |

|  | 0.00% |

### 대덕구
|  | 40.52% |

|  | 24.28% |

|  | 21.70% |

|  | 7.08% |

|  | 5.87% |

|  | 0.12% |

|  | 0.10% |

|  | 0.08% |

|  | 0.07% |

|  | 0.04% |

|  | 0.03% |

|  | 0.03% |

|  | 0.02% |

## 전체 결과
|  | 42.93% |

|  | 23.21% |

|  | 20.30% |

|  | 6.75% |

|  | 6.34% |

|  | 0.11% |

|  | 0.08% |

|  | 0.06% |

|  | 0.06% |

|  | 0.04% |

|  | 0.02% |

|  | 0.02% |

|  | 0.01% |

더불어민주당 문재인 후보가 42.93%의 득표율을 기록하면서 대전광역시에서 1위를 차지했다. 민주당계 정당으로써는 16대 대선 이후 15년만에 대전광역시에서 1위를 차지했다.
국민의당 안철수 후보는 23.21%의 득표율로 2위를 차지했다.
자유한국당 홍준표 후보는 20.30%의 득표율로 3위를 차지했다. 홍준표 후보는 보수정당이 대전광역시에서 기록한 최저 득표율을 경신했다.
정의당 심상정 후보는 6.75%의 득표율로 4위를 차지했다.
바른정당 유승민 후보는 6.34%의 득표율로 5위를 차지했다.

### 주요 후보 결과
| 지역   | 문재인  | 문재인 | 홍준표 | 홍준표 | 안철수 | 안철수 | 유승민 | 유승민 | 심상정 | 심상정 |
| 지역   | 득표수  | 득표율 | 득표수 | 득표율 | 득표수 | 득표율 | 득표수 | 득표율 | 득표수 | 득표율 |
| ------ | ------- | ------ | ------ | ------ | ------ | ------ | ------ | ------ | ------ | ------ |
| 동구   | 57,580  | 40.21% | 33,015 | 23.05% | 34,729 | 24.25% | 7,746  | 5.40%  | 9,376  | 6.54%  |
| 중구   | 62,115  | 39.62% | 37,657 | 24.02% | 37,504 | 23.92% | 8,885  | 5.66%  | 9,795  | 6.24%  |
| 서구   | 133,604 | 43.56% | 59,593 | 19.43% | 70,732 | 23.06% | 20,091 | 6.55%  | 21,396 | 6.97%  |
| 유성구 | 103,313 | 47.51% | 35,445 | 16.30% | 47,081 | 21.65% | 16,145 | 7.42%  | 14,723 | 6.77%  |
| 대덕구 | 47,933  | 40.52% | 25,666 | 21.70% | 28,723 | 24.28% | 6,953  | 5.87%  | 8,379  | 7.08%  |

더불어민주당 문재인 후보가 전 지역에서 1위를 차지했다. 특히 중구를 제외한 나머지 지역에서는 40% 이상의 득표율을 기록하였으며 유성구에서는 47.51%의 득표율을 보이며 최고 득표율을 기록했다.
국민의당 안철수 후보는 전 지역에서 20% 이상의 득표율을 기록했다. 또한 중구를 제외한 나머지 지역에서 홍준표 후보를 제치고 2위를 차지했다.
자유한국당 홍준표 후보는 중구에서 2위, 나머지 지역에서는 3위를 차지했다. 홍준표 후보는 대전 동부 지역에서는 득표율 20%를 넘기며 분전했지만 서부 지역인 서구와 유성구에서는 10%대 득표율에 머무르면서 참패했다.
정의당 심상정 후보는 6~7%대 득표율을 기록했다. 특히 대덕구에서는 유일하게 7% 이상의 득표율을 기록했다.
바른정당 유승민 후보는 5~7%대 득표율을 기록했다. 동부 지역에서는 5%대 득표율에 머물렀지만 서부 지역에서는 그보다는 높은 득표율을 달성했다.

## 같이 보기
- 대한민국 제19대 대통령 선거